# Studien zu den Bogazkoy-Texten
A Studien zu den Bogazkoy-Texten (rövidített formában StBoT) alapvetően a hattuszaszi levéltárban fellelt hettita nyelvű ékírásos forrásokkal foglalkozó tanulmányok közlésére jelenik meg. 1965-től kezdődően a német tudományos akadémia gondozásában adják ki.
1. Otten and Soucek: Das Gelübde der Königin Puduhepa an die Göttin Lelwani (1965)
2. Onofrio Carruba: Das Beschwörungsritual für die Göttin Wišurijanza (1966)
3. Hans-Martin Kümmel: Ersatzrituale für den hethitischen König (1967)
4. Rudolf Werner: Hethitische Gerichtsprotokolle (1967)
5. Erich Neu: Interpretation der hethitischen mediopassiven Verbalformen (1968)
6. Erich Neu: Das hethitische Mediopassiv und seine indogermanischen Grundlagen (1968)
7. Heinrich Otten, Wolfram von Soden: Das akkadisch-hethitische Vokabular KBo I 44 + KBo XIII 1 (1968)
8. Heinrich Otten, Vladimir Souček: Ein althethitisches Ritual für das Königspaar (1969)
9. Kaspar Klaus Riemschneider: Babylonische Geburtsomina in hethitischer Übersetzung (1970)
10. Onofrio Carruba: Das Palaische: Texte, Grammatik, Lexicon (1970)
11. Heinrich Otten: Sprachliche Stellung und Datierung des Madduwatta-Textes (1970)
12. Erich Neu: Ein althethitisches Gewitterritual (1970) ISBN 3-447-01274-9
13. Heinrich Otten: Ein hethitisches Festritual: (KBo XIX 128) (1971) ISBN 3-447-00656-0
14. Jana Siegelová: Appu-Märchen und Ḫedammu-Mythus (1971) ISBN 3-447-01323-0
15. Heinrich Otten: Materialien zum hethitischen Lexikon: (Wörter beginnend mit zu ...) (1971) ISBN 3-447-01348-6
16. Heinrich Otten, Cord Kühne: Der Šaušgamuwa-Vertrag: (eine Untersuchung zu Sprache und Graphik) (1971) ISBN 3-447-01376-1
17. Heinrich Otten: Eine althethitische Erzählung um die Stadt Zalpa (1973) ISBN 3-447-01497-0
18. Erich Neu, Der Anitta-Text (1974) ISBN 3-447-01571-3
19. Cornelia Burde: Hethitische medizinische Texte (1974) ISBN 3-447-01590-X
20. Heinrich Otten, Christen Rüssel: Hethitische Keilschrift-Paläographie (1974) ISBN 3-447-01396-6
21. Heinrich Otten, Christen Rüssel: Hethitische Keilschrift-Paläographie (1975) ISBN 3-447-01606-X
22. Norbert Oettinger: Die militärischen Eide der Hethiter (1976) ISBN 3-447-01711-2
23. Frank Starke: Die Funktionen der dimensionalen Kasus und Adverbien im Althethitischen (1977) ISBN 3-447-01786-4
24. Heinrich Otten: Die Apologie Hattusilis III.: das Bild der Überlieferung (CTH#81) (1981) ISBN 3-447-02149-7
25. Erich Neu: Althethitische Ritualtexte in Umschrift (1981) ISBN 3-447-02042-3
26. Erich Neu: Althethitische Ritualtexte in Umschrift (1983) ISBN 3-447-02231-0
27. Itamar Singer: The Hittite KI.LAM Festival (1) (1983) ISBN 3-447-02243-4
28. Itamar Singer: The Hittite KI.LAM Festival (2) (1984) ISBN 3-447-02309-0
29. Gary M. Beckman: The Hittite Birth Rituals (1983) ISBN 3-447-02310-4
30. Frank Starke, Die keilschrift-luwischen Texte in Umschrift (1985) ISBN 3-447-02349-X
31. Frank Starke, Untersuchungen zur Stammbildung des keilschrift-luwischen Nomens (1990) ISBN 3-447-02879-3
32. Erich Neu, Das hurritische Epos der Freilassung, I: Untersuchungen zu einem hurritisch-hethitischen Textensemble aus Hattusa (1996) ISBN 3-447-03487-4
33.
34. Silvin Košak: Konkordanz der Keilschrifttafeln 1: Die Texte der Grabung 1931 ISBN 3-447-03280-4
35. Erich Neu, Christel Rüssel: Deutsch-Sumerographisches Wörterverzeichnis : Materialien zum Hethitischen Zeichenlexikon ISBN 3-447-03194-8
36. Gernot Wilhelm: Medizinische Omina aus Ḫattuša in akkadischer Sprache ISBN 3-447-03414-9
37. Theo van den Hout: Der Ulmitešub-Vertrag : eine prosopographische Untersuchung (1995) ISBN 3-447-03473-4
38.
39. Silvin Košak: Konkordanz der Keilschrifttafeln 2: Die Texte der Grabung 1931 (1995) ISBN 3-447-03280-4
41. Frank Starke, Ausbildung und Training von Streitwagenpferden, eine hippologisch orientierte Interpretation des Kikkuli-Textes (1995) ISBN 3-447-03501-3
42. Silvin Košak: Konkordanz der Keilschrifttafeln (1998) ISBN 3-447-04052-1
43. Silvin Košak: Konkordanz der Keilschrifttafeln (1999) ISBN 3-447-04158-7
44. Elisabeth Rieken: Untersuchungen zur nominalen Stammbildung des Hethitischen (1999) ISBN 3-447-04033-5
45. Wilhelm Gernot (szerk.) Akten des IV. Internationalen Kongresses für Hethitologie (2001) ISBN 3-447-04485-3
46. Jared L. Miller: Studies in the origins, development and interpretation of the Kizzuwatna rituals (2004) ISBN 3-447-05058-6
47. Paola Dardano: Die hethitischen Tontafelkataloge aus Ḫattuša (CTH 276-282) (2006) ISBN 3-447-05244-9
48. Birgit Christianssen: Die Ritualtradition der Ambazzi: eine philologische Bearbeitung und entstehungsgeschichtliche Analyse der Ritualtexte CTH 391, CTH 429 und CTH 463 (2006) ISBN 3-447-05333-X
49. Sylvain Patri: L'alignement syntaxique dans les langues indo-européennes d'Anatolie (2007) ISBN 978-3-447-05612-0
50. Maciej Popko: Arinna: eine heilige Stadt der Hethiter (2009) ISBN 978-3-447-05867-4
51. Yoram Cohen (szerk.): Pax Hethitica: studies on the Hittites and their neighbours in honour of Itamar Singer (2010) ISBN 978-3-447-06119-3
52. Mark Weeden: Hittite logograms and Hittite scholarship (2011) ISBN 978-3-447-06521-4

## Külső hivatkozások
Studien zu den Boǧazköy-Texten